# The Androids of Tara
The Androids of Tara (Los androides de Tara) es el cuarto serial de la 16.ª temporada de la serie británica de ciencia ficción Doctor Who, emitido originalmente en cuatro episodios semanales del 25 de noviembre (dos días después del 15º aniversario) al 16 de diciembre de 1978. Es el cuarto serial de los seis que componen la historia colectiva de la 16.ª temporada, conocida como The Key to Time.

## Argumento
La sociedad del planeta Tara es una mezcla entre feudalista y futurista, con una jerarquía social monárquica rígida desarrollada junto a habilidades avanzadas en electrónica y fabricación de robots, una tarea reservada a las clases bajas. Siglos atrás, una plaga borró del mapa nueve décimas partes de la población. Los campesinos, abandonados por los nobles, comenzaron a construir androides para solucionar la escasez de trabajadores. El planeta ahora está preocupado por una lucha por la corona y el poder en Tara. La coronación del heredero legítimo, el príncipe Reynard, está siendo desafiada por su primo, el conde Grendel de Gratch, un villano sutil pero mortífero que ha secuestrado a la amada de Reynart, la princesa Strella, y la mantiene cautiva para chantajearle y que no acepte el trono.
El Cuarto Doctor y Romana llegan a Tara en busca del cuarto fragmento de la Llave del Tiempo, y por una vez, la tarea es sencilla. Mientras el Doctor sale de pesca, Romana identifica y transforma el cuarto fragmento ella sola. Estaba disfrazado como un trozo de estatua Gratchiana. Pero su suerte no dura mucho. Le ataca un oso de Tara y le salva el conde Grendel, que se lleva a Romana a su castillo con el pretexto de tratarle el tobillo herido, pero para "registrar" el fragmento de Llave como un mineral exótico. Una vez allí, queda claro que Grendel piensa que ella es una androide, porque es casi idéntica a la cautiva Strella, y Romana es apresada junto a la princesa...

## Producción
| Episodio    | Fecha de emisión        | Duración | Espectadores en millones | Estado en el archivo  |
| ----------- | ----------------------- | -------- | ------------------------ | --------------------- |
| Episodio 1  | 25 de noviembre de 1978 | 24:53    | 8,5                      | Cinta original en PAL |
| Episodio 2  | 2 de diciembre de 1978  | 24:27    | 10,1                     | Cinta original en PAL |
| Episodio 3  | 9 de diciembre de 1978  | 23:52    | 8,9                      | Cinta original en PAL |
| Episodio 4  | 16 de diciembre de 1978 | 24:49    | 9                        | Cinta original en PAL |
| [ 1 ] [ 2 ] |                         |          |                          |                       |

La trama de esta historia está inspirada en El prisionero de Zenda. Entre los títulos provisionales estaban The Androids of Zenda (Los androides de Zenda, The Androids of Zend (Los androides de Zend) y The Prisoners of Zend (Los prisioneros de Zend). Mary Tamm fue la que diseñó el vestuario púrpura distintivo de Romana después de que el vestuario original planeado no fuera aprovechable. Aunque Tamm era una amazona entrenada, rechazó hacer la secuencia en la que montaba a caballo porque no podía llevar casco y el riesgo de accidente era demasiado grande. Los exteriores se rodaron en el castillo de Leeds, en Kent.